# De lachende wolf
De lachende wolf is het vierentwintigste stripverhaal uit de reeks van Suske en Wiske. Het is geschreven en grotendeels getekend door Willy Vandersteen.
Het is gepubliceerd in De Standaard en Het Nieuwsblad van 19 juli 1952 tot en met 25 november 1952. De eerste albumuitgave was in 1953, destijds in de Vlaamse ongekleurde reeks  met nummer 17. In 1974 werd het verhaal opnieuw uitgebracht in de Vierkleurenreeks, met albumnummer 148. 

## Locaties
- België, Alaska, blokhut 17, herberg, Indiaanse bazaar Shar-Mah[1] verlaten trappershut en andere schuilplaatsen

## Personages
- Suske, Wiske met Schanulleke, tante Sidonia, Lambik, oom Fons en zijn familie, Royal Canadian Mounted Police, Indianen, Rosse John, Big Snowbel, kariboedoder, Mac Hunter[2] (politieagent), Kazhan (wolf), Rejha (wolvinnetje), bont-handelaars

## Het verhaal
Tijdens een kampeervakantie in de bossen zien Suske, Wiske en Lambik een adder in gevecht met een egel. Tante Sidonia neemt de anderen de volgende dag mee naar de dierentuin, waar ze gibbons en chimpansees zien. Door onhandigheid van een bezoeker kan de wolf uit zijn kooi ontsnappen. Sidonia kan dit beest met gemak weer in zijn kooi krijgen. Ze legt uit dat ze met wilde dieren heeft leren omgaan van haar neef John, die is geëmigreerd naar Alaska om daar jacht te maken op pelsdieren. Ze heeft nu al jaren niets van hem gehoord. 
’s Avonds arriveert er een groot pakket uit Alaska. Sidonia wordt uitgenodigd om daarheen af te reizen en de bonthandel van haar neef over te nemen. Ze vertrekt naar Alaska. Daar aangekomen vraagt ze aan een indiaan om haar naar blokhut 17 te brengen. De indiaan weigert dit echter, en Sidonia vertrekt alleen. Ze is onderweg getuige van een gevecht tussen een wolvin en een lynx. Ze schiet de lynx dood, de wolvin die zwaargewond is sterft korte tijd later. Sidonia neemt het welpje van de wolvin mee op haar reis. 
Aangekomen bij de blokhut van haar neef ziet Sidonia een grafsteen. Op het kruis staat de naam van John. Sidonia is diepbedroefd, maar gaat toch naar binnen. Daar ontmoet ze Johns huishoudster, een indianenvrouw die Big Snowbel wordt genoemd. Die maakt drie borden met eten klaar, en zegt erbij dat de geest van John nog steeds ’s nachts komt eten. Sidonia schiet die nacht op een indringer, dit blijkt John te zijn. Hij vertelt Sidonia dat op hem schieten geen zin heeft, aangezien hij toch al dood is. 
Suske, Wiske en Lambik ontvangen een noodkreet van tante Sidonia, waarop ze ook naar Alaska vliegen. Bij een herberg zijn ze getuige van de mishandeling van een indiaan. Het blijkt dat de indianen niet meer voor de blanken willen jagen. De vrienden ontmoeten ook de Canadese politieagent Mac Hunter, die op zoek is naar de kariboedoder die al langere tijd in het gebied actief is. Mac Hunter reist verder met de vrienden, omdat zijn eigen slee door deze stroper is gestolen. De vrienden vinden een dode kariboe. Mac Hunter wordt het volgende moment in zijn arm geschoten. Ze brengen de gewonde man naar een verlaten trappershut en Lambik blijft bij hem. Suske en Wiske reizen verder naar blokhut 17, maar ze komen in problemen door een groep wolven. De kariboedoder verschijnt en jaagt de wolven weg. Hij waarschuwt de kinderen ook om niet verder het gebied in te gaan. Suske en Wiske reizen toch verder, omdat ze vastbesloten zijn tante Sidonia te vinden en te helpen. Ze worden door de kariboedoder tegengewerkt. Lambik, die tijdelijk invalt voor de gewonde Mac Hunter als agent, kan hen redden.
Sidonia leert intussen Kazhan, het wolvenwelpje dat ze heeft meegenomen, hoe hij als jachthond moet reageren. Kazhan weet een grotere wolf bij de buit te verslaan. Sidonia ziet dat er een doodshoofd op de kop van de grote wolf is geschilderd. Ze ziet ook een kariboe en probeert Kazhan te leren dat alleen de indianen op deze beesten mogen jagen. Dan is de kariboedoder ineens ter plekke, hij vertelt dat hij de wolven juist speciaal heeft afgericht om de kariboes te vangen en te doden. Deze door hem getrainde wolven zijn met een doodshoofd gemerkt. Kazhan is voorbestemd om hun nieuwe hordeleider te worden. Kazhan wordt echter juist gelokt door een mooi wolvinnetje en luistert niet meer naar Sidonia. De kariboedoder legt verder uit dat de indianen in het gebied voorheen voor de bonthandelaren jaagden. Nu fokken ze echter kuddes, omdat dat rendabeler is. De bontjagers zitten zodoende zonder handel. De kariboedoder wil nu de hele kariboepopulatie uitroeien, zodat de indianen opnieuw op pelsdieren zullen moeten jagen: daar zal de kariboedoder dan op zijn beurt weer van profiteren.
Sidonia twijfelt na deze onthullingen wat ze moet doen. ’s Nachts wordt ze toegesproken door zowel haar goede geweten als de slechte versie daarvan. Die laatste praat haar aan om met de kariboedoder samen te werken, zodat ze zelf ook rijk wordt. Ook praat ze (zo lijkt het) weer met de geest van Rosse John. Lambik en Wiske komen de blokhut binnen. Ze ondervragen John, die daarop bekent zelf de kariboedoder te zijn. Hij zette zijn eigen dood in scène, om door niemand verdacht te worden en ongehinderd zijn plan uit te werken. Het slechte geweten van Sidonia lijkt inmiddels de overhand te hebben; ze houdt iedereen onder schot en de vrienden worden vastgebonden. Sidonia vertrekt hierna met haar neef naar een geheime schuilplaats in de bergen. De grote kariboetrek staat op het punt te beginnen en John is vastberaden om de hele kudde uit te roeien. 
De vrienden worden bevrijd door Big Snowbel en ze zetten de achtervolging in. John heeft dynamiet verstopt in een bergpas waar de kudde kariboes even later doorheen zal komen; door de ontploffing zullen de dieren in de afgesloten ruimte vast komen te zitten en prooi worden van de wolven. Als er een kariboe voorbij komt lopen, komt Kazhan in actie en lacht. De doodskopwolven storten zich hierop op de kariboe en verslinden dit dier. Lambik vindt het spoor van de kariboedoder, maar John ziet dit en kan Lambik afschudden. De vrienden vinden een gevangen kariboe en benen het dode dier uit. Lambik verstopt zich in de huid en wacht tot hij gevonden wordt. Bij de schuilplaats stopt Lambik het beest vol met aardappelen. Hij kan Sidonia en haar neef gevangennemen, maar door een stommiteit kan John hem neerslaan. Als John wil vertrekken, wordt hij op zijn beurt door tante Sidonia neergeslagen en vastgebonden. Ook Lambik krijgt een klap en Sidonia verdwijnt. Als Lambik weer bijkomt, bindt hij John aan een slee. Ook stuurt hij de honden naar Suske en Wiske. Hij bindt ook een briefje met uitleg aan John vast. Lambik gaat op zoek naar tante Sidonia en komt bij een blokhut zonder deur en vensters. 
Suske en Wiske brengen John naar een politiepost en gaan langs bij Big Snowbel, die echter een verraadster blijkt; zij slaat de kinderen neer en bevrijdt ook John weer. Daarop zoekt de indianenvrouw een formule in haar toverboekje om de kinderen te betoveren. John drinkt per ongeluk van dit mengsel en verandert hierdoor in een peer. Big Snowbel maakt opnieuw een drankje en zet de kinderen, nadat ze hen hiervan heeft laten drinken, buiten de deur. Suske en Wiske veranderen door de drank in kariboes. Wiske heeft echter het toverboek samen met Schanulleke meegenomen, zodat Big Snowbel John nu niet kan terugtoveren tot zijn normale gedaante. Wiske ontdekt dat ze als kariboe niet meer kan lezen en het toverboek is dus onbruikbaar. Dan ziet een helikopter van de Canadese politie de lezende kariboes. Suske en Wiske vragen aan de mannen in de helikopter of die hen willen helpen met het toverboek, maar dan willen de agenten hen neerschieten. De helikopter zet de achtervolging in en Suske raakt gewond. Door een toverspreuk veranderen de agenten in vogels. Suske en Wiske gaan naar het bos, zodat Suske in rust kan herstellen. 
De sneeuw smelt en Lambik bouwt zijn slee om tot een zeilkar. Hiermee houdt hij de blokhut in de gaten. ’s Nachts hoort Lambik de lachende wolf weer. Even later wordt hij aangevallen door de doodskopwolven, waar hij mee afrekent met behulp van dynamiet. Dan komt Sidonia ineens uit de blokhut en gaat ervandoor in Lambiks zeilkar. Lambik lost een schot, waarop de kar met Sidonia en al in een ravijn stort. De diep geschokte Lambik ontmoet even later de betoverde Suske en Wiske en vertelt hun wat er is gebeurd. Dan wordt er opnieuw een geheimzinnig briefje onder de deur van de blokhut door geschoven; er is dus toch nog steeds iemand binnen. 
Big Snowbel schiet de helikopter uit de lucht en vindt haar toverboek terug. Ze tovert John terug naar zijn normale uiterlijk. Rosse John herstelt de helikopter. Hij wil Suske, Wiske, Lambik en Sidonia terugvinden om wraak te nemen, maar juist op dat moment begint de grote trek van de kariboes. John gaat terug om de doodskopwolven ten aanval te leiden. Lambik komt per toeval op de helikopter terecht en kan John overmeesteren. In de schuilplaats hoort Lambik een langspeelplaat waarop alleen gelach is te horen. Hij slaat de plaat kapot, maar het is al te laat: de zender in Kazhans nekpels blijkt een luidspreker te bevatten, terwijl de staart van de wolf dienstdoet als antenne. De wolven zijn al op pad om de kariboes, en dus ook Suske en Wiske, te verslinden. 
Lambik kan de wolven in een bergpas tegenhouden, maar een geheimzinnige persoon maakt de blokkering weer ongedaan met dynamiet. Suske en Wiske rennen met de kariboekudde mee. Lambik probeert hen te waarschuwen, maar wordt weer tegengehouden door de geheimzinnige, die hem nu mee de blokhut in sleurt. De geheimzinnige is hier bezig de doodskopwolven met een koffiemolenmitrailleur  massaal neer te maaien. Lambik trekt de cape met capuchon van de geheimzinnige, en het blijkt Sidonia te zijn. Ze deed een tijdlang tegenover iedereen alsof ze aan de kant stond van haar neef, om zo meer over diens plannen te weten te komen. Om door niemand gestoord te worden leidde ze ook haar vrienden af door een pop van zichzelf te maken, die met de zeilkar in het ravijn stortte. 
Dan verschijnt ook Big Snowbel en zij biecht alles op: John is helemaal geen slechte man, maar zij wilde dat hij alles voor haar deed en betoverde hem zodat zijn karakter veranderde. Ze heeft spijt en stelt voor om iedereen te onttoveren als zij met John mag vertrekken. De politieagenten moeten beloven niks te vertellen en de vrienden vliegen naar huis.

## Trivia
- In de oorspronkelijke verhaalversie werd in de laatste strook even verwezen naar de toen net begonnen heropbouw van de IJzertoren (na de aanslag van 1946). Lambik zegt hier dat "de dynamiteurs al wel weer op de hoek zullen klaarstaan". Bij de latere heruitgaven is deze tekst gewijzigd, omdat de grappen en toespelingen in de strip niet meer te veel op Vlaanderen mochten zijn gericht.[3]
- Dit was het eerste Suske en Wiske-verhaal waaraan Karel Boumans zijn medewerking verleende; hij inktte de tekeningen. Hierbij werd hij ingewerkt door de meer ervaren Karel Verschuere.
- Rosse John en Big Snowbell zouden veel later nog eens terugkomen in De curieuze neuzen (2007) en SOS Snowbell (2018), beide van de hand van Peter Van Gucht en Luc Morjaeu.

## Voetnoten
1. ↑  genoemd naar de Belgische warenhuisketen Sarma
2. ↑  Hunter is een verwijzing naar jager (Engels)
3. ↑  Strips en politiek: de dynamitering van de IJzertoren. Stripgids (20 juni 2020). Geraadpleegd op 2 juni 2025.